# Timotheos Samuel Aktaş
Timotheos Samuel Aktaş – duchowny Syryjskiego Kościoła Ortodoksyjnego, od 1985 biskup Tur Abdin. Sakrę otrzymał 10 lutego 1985 roku.